# Justin Mathieu
Justin Mathieu (Goirle, 12 aprile 1996) è un calciatore olandese, attaccante dell'Al-Riffa.

## Carriera

### Club
Ha giocato nella prima divisione dei campionati olandese, croato ed armeno.

### Nazionale
Ha giocato nella nazionale olandese Under-17.

## Statistiche

### Presenze e reti nei club
Statistiche aggiornate al 5 giugno 2017.
| Stagione         | Squadra          | Campionato       | Campionato | Campionato | Coppe nazionali | Coppe nazionali | Coppe nazionali | Coppe continentali | Coppe continentali | Coppe continentali | Altre coppe | Altre coppe | Altre coppe | Totale | Totale | Totale |
| Stagione         | Squadra          | Comp             | Pres       | Reti       | Comp            | Pres            | Reti            | Comp               | Pres               | Reti               | Comp        | Pres        | Reti        | Pres   | Reti   |        |
| ---------------- | ---------------- | ---------------- | ---------- | ---------- | --------------- | --------------- | --------------- | ------------------ | ------------------ | ------------------ | ----------- | ----------- | ----------- | ------ | ------ | ------ |
| 2013-2014        | Willem II        | ED               | 9          | 1          | CO              | 0               | 0               | -                  | -                  | -                  | -           | -           | -           | 9      | 1      |        |
| 2014-2015        | FC Oss           | ED               | 34         | 8          | CO              | 1               | 0               | -                  | -                  | -                  | -           | -           | -           | 35     | 8      |        |
| ago. 2015        | Willem II        | E                | 4          | 0          | CO              | -               | -               | -                  | -                  | -                  | -           | -           | -           | 4      | 0      |        |
| Totale Willem II | Totale Willem II | Totale Willem II | 13         | 1          |                 | 0               | 0               |                    | -                  | -                  |             | -           | -           | 13     | 1      |        |
| ago.-dic. 2015   | Go Ahead Eagles  | ED               | 5          | 0          | CO              | 1               | 0               | -                  | -                  | -                  | -           | -           | -           | 6      | 0      |        |
| 2016-2017        | FC Oss           | ED               | 36         | 10         | CO              | 1               | 0               | -                  | -                  | -                  | -           | -           | -           | 37     | 10     |        |
| Totale FC Oss    | Totale FC Oss    | Totale FC Oss    | 70         | 18         |                 | 2               | 0               |                    | -                  | -                  |             | -           | -           | 72     | 18     |        |
| Totale carriera  | Totale carriera  | Totale carriera  | 88         | 19         |                 | 3               | 0               |                    | -                  | -                  |             | -           | -           | 91     | 19     |        |

## Palmarès

### Club

#### Competizioni nazionali
- Eerste Divisie: 1

Willem II: 2013-2014

### Individuale
- Capocannoniere della Coppa di Croazia: 1

2019-2020 (5 reti)